# 2040er
Portal Geschichte | Portal Biografien | Aktuelle Ereignisse | Jahreskalender | Tagesartikel

◄ |
20. Jh. |
21. Jahrhundert

◄ |
2010er |
2020er |
2030er |
2040er

2040 |
2041 |
2042 |
2043 |
2044 |
2045 |
2046 |
2047 |
2048 |
2049
Die 2040er-Jahre beginnen am 1. Januar 2040 und enden am 31. Dezember 2049.

## Voraussichtliche Ereignisse
- Mögliche bemannte Mission der NASA zum Jupiter-Mond Kallisto.[1]

### 2040
- Olympische Sommerspiele 2040
- 5. Februar: Asteroid 2011 AG5 passiert die Erde
- 2. Mai: Partielle Sonnenfinsternis
- 4. November: Partielle Sonnenfinsternis

### 2042
- Olympische Winterspiele 2042
- Fußball-Weltmeisterschaft 2042

### 2043
- Slowenien will sein Kernkraftwerk stilllegen.

### 2044
- Olympische Sommerspiele 2044

### 2045
- 12. August: Totale Sonnenfinsternis in den USA

### 2046
- Olympische Winterspiele 2046
- Fußball-Weltmeisterschaft 2046
- 22. Januar: Partielle Mondfinsternis über Asien, Australien und Nordamerika (Saroszyklus 115)
- 5. Februar: Ringförmige Sonnenfinsternis über Australien, Papua-Neuguinea und den westlichen USA (Saroszyklus 141)
- 18. Juli: Partielle Mondfinsternis über Nord- und Südamerika, Europa, Afrika und dem westlichen Asien (Saroszyklus 120)
- 2. August: Totale Sonnenfinsternis über Brasilien und dem südlichen Afrika (Saroszyklus 146)

### 2047
- 12. Januar: Totale Mondfinsternis
- 7. Juli: Totale Mondfinsternis

### 2048
- Olympische Sommerspiele 2048
- 1. Januar: Totale Mondfinsternis über dem nordöstlichen Asien, dem Pazifik, Nord- und Südamerika, Westeuropa und Westafrika (Saroszyklus 135)
- 14. Januar: Das Umweltprotokoll zum Antarktisvertrag steht zur Überarbeitung offen.
- 11. Juni: Ringförmige Sonnenfinsternis über Nordamerika, Mittelamerika, Europa, Arktis, Nordafrika, Russland und Westasien (Saroszyklus 128)
- 26. Juni: Partielle Mondfinsternis über Nord- und Südamerika, Europa und Afrika (Saroszyklus 140)
- 5. Dezember: Totale Sonnenfinsternis über dem südlichen Südamerika und Südwestafrika (Saroszyklus 133)

### 2049
- 7. Mai: Merkurtransit

## Jahrestage
- 3. Oktober 2040: 50. Jahrestag der deutschen Wiedervereinigung mit der Hauptstadt Berlin und der Wiedergründung der Länder Brandenburg, Mecklenburg-Vorpommern, Sachsen, Sachsen-Anhalt und Thüringen.
- 27. Januar 2045: 100. Jahrestag der Befreiung des KZ Auschwitz-Birkenau
- 8. Mai 2045: 100. Jahrestag der Kapitulation der Wehrmacht und Kriegsende in Europa
- 2. September 2045: 100. Jahrestag des Endes des Zweiten Weltkrieges

## Kulturelle Referenzen
- Ein Handlungsstrang des Romans Transzendenz spielt in den 2040er Jahren.
- Perry Rhodan, der Zyklus Atlan und Arkon spielt in den 2040er Jahren